# 再摄取强化剂

Coluracetam，一種高親和力膽鹼攝取(HACU)增強劑。

再攝取強化劑 (Reuptake Enhancer , RE)，有時也稱作再攝取激活劑，是一種再攝取調節劑。可以增強膜上轉運蛋白對神經遞質的再攝取，使胞外神經遞質的浓度下降，進而導致較少的神經傳導。
一些再攝取增強劑:
Coluracetam是一種膽鹼再攝取強化劑。黄酮类木犀草素以及它的一些衍生物可增強多巴胺轉運體的再攝取作用。Caulis Sinomenii 的萃取物可增加DA/NE的再攝取。